# Lawrence Bender
Lawrence Bender (17 de octubre de 1957) es un productor de cine estadounidense. Alcanzó la fama al producir Reservoir Dogs en 1992 y, desde entonces, ha producido todas las películas de Quentin Tarantino con la excepción de Death Proof y Django Unchained.

## Biografía

### Inicios
Natural del Bronx (Nueva York), estudió ingeniería civil en la Universidad de Maine.
Fue bailarín hasta que una lesión lo apartó y se dedicó a la actuación.

### Carrera
En los años 80, trabajó como técnico en la antológica serie Tales from the Darkside.
En 1989, produjo la película Intruder, en cuyos principales papeles estaban Sam Raimi y Bruce Campbell.
En el 2004 produjo la película mexicana Voces inocentes, dirigida por Luis Mandoki y protagonizada por Leonor Varela, Carlos Padilla y Ana Paulina Cáceres
También ha producido otras películas de éxito como Reservoir Dogs, Good Will Hunting, Pulp Fiction, The Mexican, Kill Bill, la trilogía de From Dusk Till Dawn y la ganadora del Oscar en 2007, Una verdad incómoda. Fue productor ejecutivo de la miniserie Legend of Earthsea.
Bender ha hecho varios cameos en varias de las películas que ha producido: hizo del oficial de policía que caza al Sr. Naranja en Reservoir Dogs, un cliente (en los créditos como "yuppie de pelo largo") de la cafetería en Pulp Fiction y recepcionista de hotel en Kill Bill Vol. 2. También hizo de "yuppie de pelo largo" en Four Rooms. 
Desde mayo de 2005, Bender ha contribuido como bloguero en The Huffington Post.
Actualmente trabaja en Hollywood (California), en el día a día de las operaciones de su propia compañía productora, Lawrence Bender Productions.

## Premios y distinciones
Premios Óscar
| Año  | Categoría      | Película             | Resultado |
| ---- | -------------- | -------------------- | --------- |
| 1995 | Mejor película | Pulp Fiction         | Nominado  |
| 1998 | Mejor película | Good Will Hunting    | Nominado  |
| 2010 | Mejor película | Inglourious Basterds | Nominado  |